# Aripert I
Aripert I (również Aribert) (ur. ?,  zm. 661) – król Longobardów w latach 653-661.
Był synem Gundoalda, księcia Asti, który przekroczył Alpy z Bawarii wraz z siostrą Teodelindą. Jako krewny bawarskiego domu książęcego, bywa nazywany założycielem dynastii bawarskiej.
Był pierwszym rzymskokatolickim królem Longobardów, wybranym po zamordowaniu ariańskiego Rodoalda. Nie był wojownikiem, głównie znany był ze swych kościelnych darowizn. Rozpowszechniał katolicyzm w całym państwie Longobardów i zbudował w stolicy w Pawii kościół Najświętszego Zbawiciela. Pozostawił królestwo w pokojowym stanie, prosząc arystokratów o wspólny wybór swych dwóch synów Perktarita (zwanego też Berthari) i Godeperta, i jego prośba została spełniona.